# Julissa Villanueva
Julissa Villanueva est la directrice du service de médecine légale au Honduras,. En 2018, elle reçoit le prix international de la femme de courage.

## Biographie
Semma Julissa Villanueva, née le 12 mai 1972 à Tegucigalpa au Honduras, est la fille d'Eduardo Villanueva et Isabel Barahona. Elle entreprend des études de médecine à la mort de son père et se spécialise en pathologie humaine. Elle débute directement au service de médecine légale auprès du bureau du Procureur du Honduras et prend la tête du service en 2013. En 2015, elle lance la première revue de médecine légale au Honduras, Revista de Ciencias Forenses. 
Elle œuvre également pour la protection des femmes et des enfants contre les crimes violents au Honduras. Elle travaille en collaboration avec l'Espagne, pour développer un programme appelé DNA - Prokids. Elle agit en relation avec le département d'État des États-Unis pour utiliser l'ADN afin d'identifier les corps de migrants et les crimes non-résolus et a mis en place une base de données pour stocker les informations dans les morgues,. Elle a créé le premier cimetière humanitaire au Honduras, ce qui permet d'exhumer des cadavres non réclamés ou non identifiés et de les utiliser comme preuve dans des procès criminels, inspiré par le cimetière militaire d'Arlington, en Virginie.
Elle reçoit, le 23 mars 2018, le prix international de la femme de courage, remis par Melania Trump, première dame des États-Unis.